# Гатов, Леонард Григорьевич
Леонард Григорьевич Гатов (13 января 1937, Ростов-на-Дону — 23 июня 2007) — советский и российский театральный деятель и режиссёр. Основатель и руководитель творческого объединения «Премьера» (Краснодар). Народный артист Российской Федерации (1997), лауреат Государственной премии в области театрального искусства им. Фёдора Волкова, Герой труда Кубани, почётный гражданин города Краснодара.

## Биография
Родился в 1937 году в Ростове-на-Дону.
В 1960 году окончил Ставропольское краевое музыкальное училище, а впоследствии Краснодарский государственный университет культуры и искусств. После окончания музыкального училища Леонард Григорьевич руководил оркестрами, ансамблями, домами культуры Ставрополья и Ростовской области, работал в Москве, Сыктывкаре, Майкопе.
В 1974 году переехал в Краснодар. Работал художественным руководителем Дома культуры профтехобразования, режиссером-постановщиком Краснодарской краевой филармонии, режиссером-постановщиком в объединении Музыкальных ансамблей. С 1990 года стал генеральным директором, художественным руководителем творческого объединения «Премьера», пройдя путь от руководителя клубных учреждений до народного артиста Российской Федерации.
Леонард Гатов начинал свою творческую биографию как эстрадный режиссер. И уже в 70-е годы его имя было известно далеко за пределами Кубани. В качестве режиссера его приглашали на международные фестивали, всероссийские конкурсы, различные массовые культурные акции. В 1980 году он был включен в творческую группу по организации культурной программы Олимпийских игр в Москве.
На протяжении многих лет он в полной мере реализовал свой творческий и организаторский талант. Он смог осуществить многие мечты кубанской интеллигенции. Благодаря его воле, настойчивости и неутомимой энергии творческое объединение «Премьера» стало многопрофильным, объединившим в себе 19 творческих коллективов. Леонард Гатов приложил много усилий к подбору опытного художественно-руководящего состава и комплектованию артистического персонала. Сегодня в объединении успешно работают: Театр балета, Джаз-оркестр, Музыкальный театр, Молодежный театр, Новый театр кукол, Духовой оркестр, симфонический оркестр и многие другие коллективы.

## Память
В Краснодаре на углу улиц Стасова и Селезнева расположен сквер им. Л. Г. Гатова в городе. В 2024 году у Дворца искусств «Премьера» на улице Стасова рядом со сквером установлен бронзовый памятник режиссёру.
В 2017 году в честь 80-летия режиссёра состоялось вручение премии имени Леонарда Гатова «За создание художественного образа на высоком профессиональном уровне».
С 8 апреля по 28 ноября 2022 года в честь 85-летия Леонарда Гатова в Краснодарском крае прошёл марафон искусств «Под звездой Леонарда».

## Награды и премии
- Заслуженный деятель искусств Российской Федерации (1 октября 1993)[4].
- Народный артист Российской Федерации (16 апреля 1997)[5].
- Премия Правительства Российской Федерации имени Фёдора Волкова за вклад в развитие театрального искусства Российской Федерации (17 июля 2001 года)[6].
- Медаль «Герой труда Кубани» (2002)[7].
- Орден Дружбы (21 февраля 2005)[8].
- Диплом почётного гражданина города Краснодара (02 сентября 2005 года)[9].
- Всероссийская профессиональная премия «Грани театра масс» в номинации «Лучший режиссер-постановщик» (2007)[10].